# Maydaneh Abdallah Okieh
Maydaneh Abdallah Okieh är en djiboutisk journalist som arbetar med den oberoende radiostationen La Voix de Djiboutis nätsidor. Han satt i fängelse mellan 4 mars och 10 april 2013. Han var där också från 15 maj till 19 oktober 2013 för att ha “förolämpat en polisofficer” och “förolämpat polisen” då han publicerade fotografier på sin Facebooksida av poliser som avbryter en demonstration. Han har beskrivit förhållandena i fängelset som inhumana, och sade att han torterades och inte fick sjukvård. Han arresterades 18 maj 2015 och släpptes två dagar senare, men krävdes betala 2 084 000 djiboutiska frank (11 740 amerikanska dollar).